# Flughafen Hotan

i7
i11
i13
Der Flughafen Hotan (uigurisch خوتەن ئايرودرومى IATA-Code: HTN, ICAO-Code: ZWTN) ist der Flughafen der Stadt Hotan in der autonomen Region Xinjiang in der Volksrepublik China.
Der Flughafen auf einer Höhe von 1424 m über dem mittleren Meeresspiegel verfügt über zwei um 1300 Meter separierte parallele Start- und Landebahnen mit der Bezeichnung 11/29. In der Sommersaison 2024 verbanden 6 Fluggesellschaften Hotan mit 26 anderen Städten. Die asphaltierte Pistenlänge der Südbahn beträgt 3800 Meter bei 50 Metern Breite. Die ältere Nordbahn ist 3200 Meter lang.
Das Militär betreibt vor Ort Frühwarn-, Transport- und Kampfflugzeuge.